# Zanthoxylum acanthopodium
Zanthoxylum acanthopodium ist eine Pflanzenart aus der Gattung Zanthoxylum innerhalb der Familie der Rautengewächse (Rutaceae). Seine getrockneten Früchte werden in Asien unter dem Namen Andaliman oder Indonesischer Zitronenpfeffer als Gewürz genutzt. Zanthoxylum acanthopodium ist nicht mit dem Schwarzen Pfeffer (Piper nigrum) verwandt.

## Beschreibung

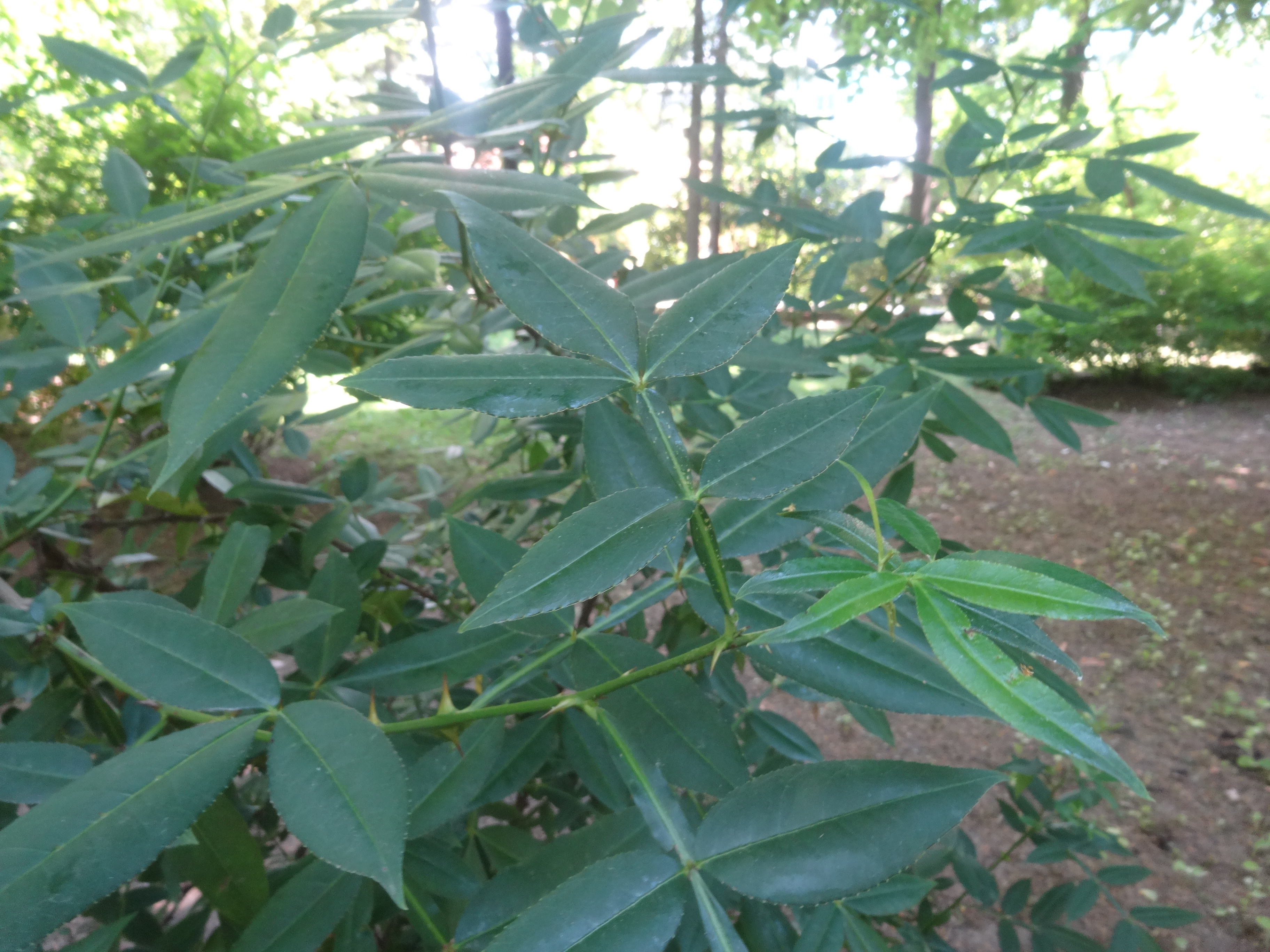
Bewehrter Zweig mit unpaarig gefiederten Laubblättern

### Vegetative Merkmale
Zanthoxylum acanthopodium ist eine immergrüne, verholzende Pflanze, die als Liane, Strauch oder kleiner Baum wächst und Wuchshöhen von etwa 6 Metern erreicht. Die Borke ist gräulich-schwarz. Die Rinde der zylindrischen und abgeflachten Zweige ist stark grau-bräunlich und rostfarben flaumig behaart bis fast kahl mit Lentizellen. Die Sprossachse, der Blattstiel, die Blattrhachis und der Mittelnerv der Fiederblättchen sind meist mit rötlichen Stacheln bewehrt. Es sind Öldrüsen an den Blättern, am Stamm und an den Zweigen vorhanden.
Die wechselständig angeordneten Laubblätter sind in Blattstiel und -spreite gegliedert und etwa 25 Zentimeter lang. Die Blattspreite ist unpaarig gefiedert mit meist drei bis neun, selten bis zu elf Fiederblättchen. Die 7 bis 8,5 Zentimeter lange Blattrhachis ist auf beiden Seiten 3 Millimeter lang geflügelt. Die gegenständig an der Rhachis sitzenden, fast sitzenden oder kurz gestielten, pergamentartigen Blättchen sind bei einer Länge von 6 bis 10 Zentimetern sowie einer Breite von 2 bis 4 Zentimetern eiförmig-elliptisch bis lanzettlich oder elliptisch-lanzettlich bis eiförmig-lanzettlich oder länglich mit spitzem oberen Ende und ganzem oder gekerbtem Rand. Es ist Fiedernervatur vorhanden mit 10 bis 28 Blattnerven auf beiden Seiten des Mittelnervs. Beide Flächen der Blättchen sind rostfarben flaumig behaart bis fast kahl und die Öldrüsen sind unauffällig.

### Generative Merkmale
Zanthoxylum acanthopodium ist zweihäusig getrenntgeschlechtig (diözisch). Die seitenständigen, rispige Blütenstände sind mit einer Länge von etwa 2 Zentimetern relativ kurz. Die Tragblätter sind winzig und behaart. Der flaumig behaarte Blütenstiel ist bei einer Länge von 1,5 bis 3 Millimetern relativ kurz.
Die Blütenhülle der männlichen und weiblichen Blüten besteht aus zwei uneinheitlichen Kreisen oder einem Kreis mit sechs bis acht mehr oder weniger undifferenzierten Blütenhüllblättern. Die gelblich-grünen Blütenhüllblätter sind bei einer Länge von etwa 1,5 Millimetern schmal-lanzettlich. Bei männlichen und weiblichen Blüten ist eine etwa 0,8 Millimeter hohe, kissenförmige, fleischige Nektarscheibe (Diskus) vorhanden.
Die männlichen Blüten sind etwa 3 Millimeter lang, besitzen fünf oder sechs Staubblätter und zwei bis fünf verkümmerte Fruchtblätter. Die Staubfäden sind bei einer Länge von etwa 2 Millimetern linealisch und die rötlich-purpurfarbenen Staubbeutel sind etwa 0,8 Millimeter lang. Bei den weiblichen Blüten fehlen rudimentäre Staubblätter. Die zwei bis fünf freien Fruchtblätter der weiblichen Blüten sind bei einer Länge von etwa 1,5 Millimetern eiförmig, spärlich rau behaart bis kahl und besitzen außen oft eine auffällige Öldrüse. Die freien Griffel sind voneinander weggekrümmt und enden jeweils in einer etwa 0,5 Millimeter langen Narbe.
Je Blüte können sich zwei bis fünf Balgfrüchte entwickeln. Die mit einem Durchmesser von etwa 4 Millimetern relativ kleinen, eiförmigen fast kugeligen Früchte sind kahl oder manchmal spärlich behaart, besitzen eine sich vorwölbende Öldrüsen und enthalten nur einen Samen. Die bei Reife meist purpur-rote Fruchtschale ist genoppt. Die Samen besitzen eine schwarze, glänzende, weichliche Samenschale und weisen einen Durchmesser von etwa 3 Millimetern auf.
Die Chromosomenzahl beträgt 2n = 64.

## Ökologie und Phänologie
In China reicht die Blütezeit von April bis Mai. Die Früchte reifen in China von September bis Oktober.
Die Ausbreitung der Diasporen erfolgt ausschließlich durch Vögel, was zu einer weitverstreuten und unregelmäßigen Verbreitung führt. Nur Enzyme im Verdauungstrakt einiger Vogelarten lassen den Samen keimen. Alle Versuche der Kultivierung sind fehlgeschlagen.

## Verbreitung
Das weite Verbreitungsgebiet von Zanthoxylum acanthopodium reicht vom Indischen Subkontinent Indien (Arunachal Pradesh, Assam, Manipur, Meghalaya, Mizoram, Nagaland, Uttar Pradesh, Westbengalen), Bangladesch über die Himalaja-Staaten Sikkim, Bhutan, Nepal sowie Tibet bis zu den chinesischen Provinzen Guizhou, Sichuan, Yunnan sowie westliches Guangxi und Laos, Myanmar, Thailand, Vietnam, Sumatra sowie Malaysia.

## Taxonomie
Die Erstbeschreibung von Zanthoxylum acanthopodium erfolgte 1824 durch Augustin-Pyrame de Candolle in Prodromus Systematis Naturalis Regni Vegetabilis, 1, S. 727. Synonyme Zanthoxylum acanthopodium DC. sind: Zanthoxylum acanthopodium var. oligotrichum Z.M.Tan, Zanthoxylum acanthopodium var. timbor Hook.f., Zanthoxylum acanthopodium var. villosum C.C.Huang

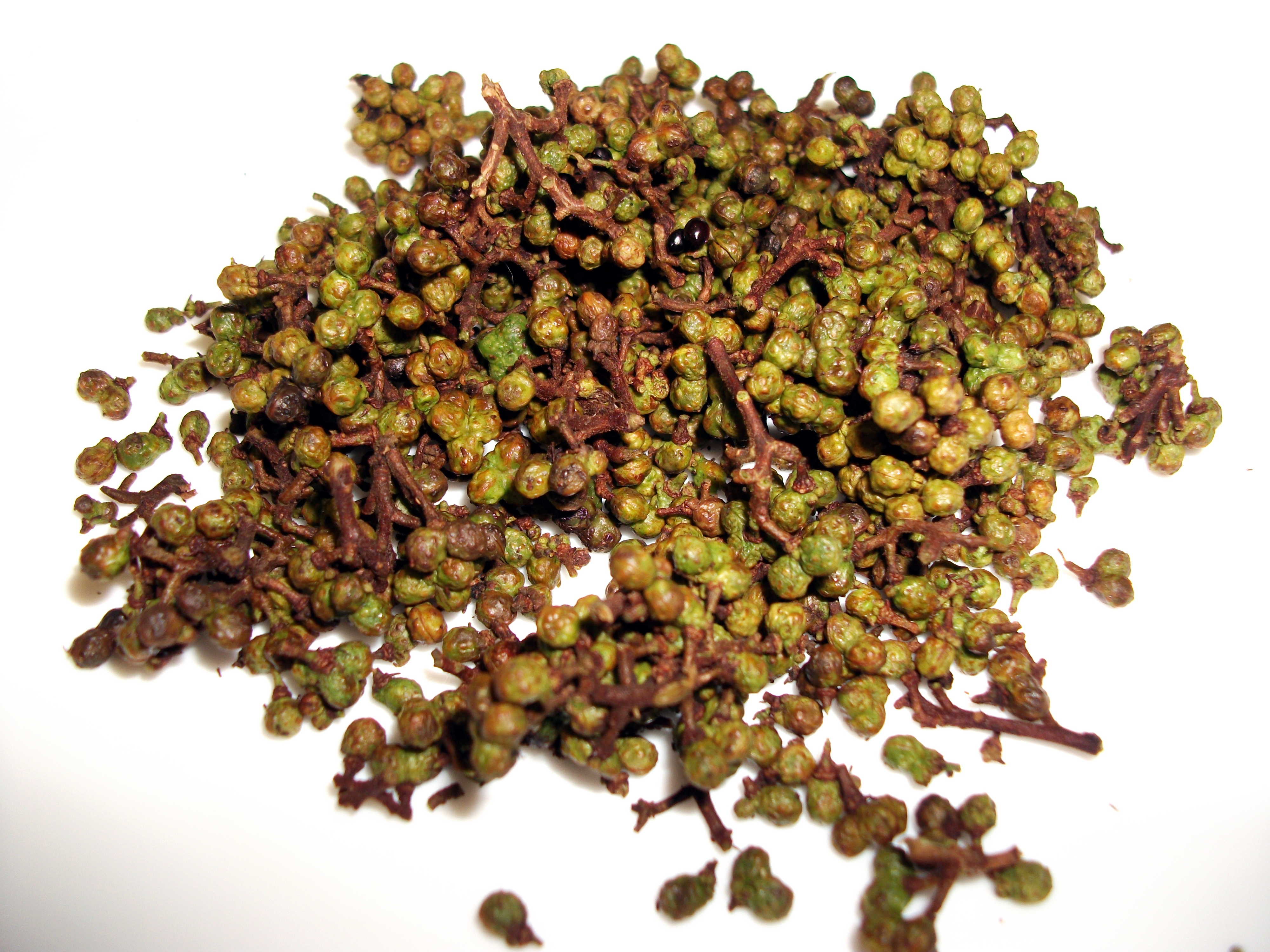
Unreife Früchte von Zanthoxylum acanthopodium

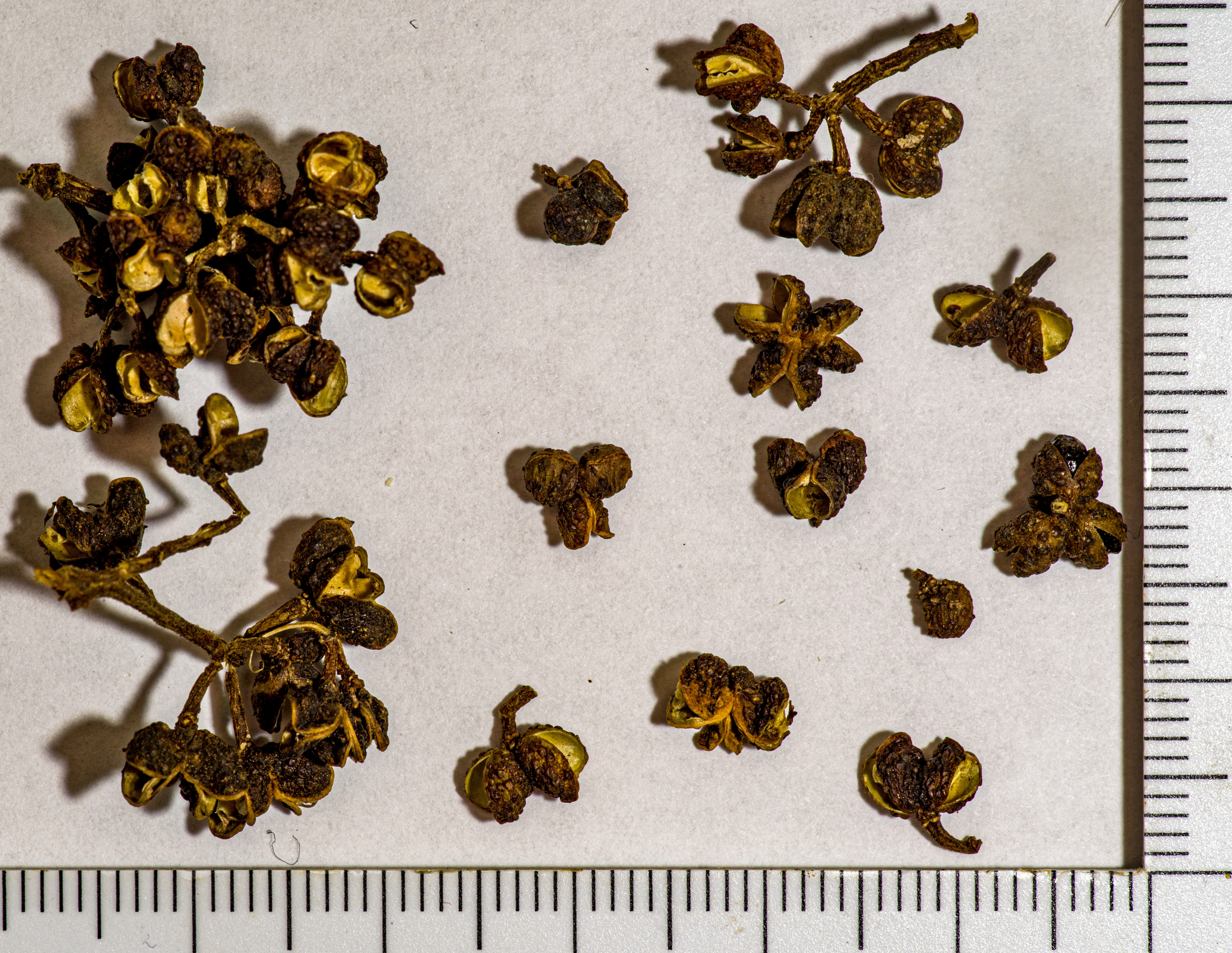
Reifer Pfeffer als Gewürz

## Nutzung
Die Samen werden als Gewürz verwendet und zeigen einen milden Pfeffergeschmack, Zitronengrasnote und leicht betäubende Wirkung. Andere Zanthoxylum-Arten liefern Gewürzarten, die als Szechuanpfeffer bezeichnet werden. Die getrockneten Früchte und Ästchen kommen als Andaliman Pfeffer, Indonesischer Zitronenpfeffer oder unter anderen Bezeichnungen in den Handel.
Aus den Früchten wird ein ätherisches Öl gewonnen, welches in der Parfümerie verwendet wird.
Die Früchte, Samen und die Rinde werden medizinisch verwendet.
Das Holz wird für verschiedene Dinge verwendet.